# Nefrozous
Els nefrozous (Nephrozoa), triploblàstics (Triploblastica) o eubilaterals (Eubilateria) són un clade que agrupa a tots els bilaterals amb un aparell digestiu amb un forat d'entrada (boca) i un altre de sortida (anus). Es divideix en protòstoms i deuteròstoms, segons si el primer forat que desenvolupen adquireix la funció de boca o d'anus respectivament.

## Evolució
Sembla molt probable que el gènere Kimberella de fa 555 milions d'anys, formés part dels protòstoms. Si això fos així, voldria dir que els protòstoms i els deuteròstoms s'haurien separat abans de l'aparició del gènere Kimberella, com a mínim fa 558 milions d'anys i, per tant, molt abans de l'inici del Cambrià, fa 541 milions d'anys.

## Filogènia
Cladograma basat en analisis genètics:
|  | Spiralia  |
|  |           |
|  | Ecdysozoa |
|  |           |

|  | Ambulacraria |
|  |              |
|  | Chordata     |
|  |              |

|  | Spiralia  |
|  |           |
|  | Ecdysozoa |
|  |           |

|  | Ambulacraria |
|  |              |
|  | Chordata     |
|  |              |

|  | Spiralia  |
|  |           |
|  | Ecdysozoa |
|  |           |

|  | Ambulacraria |
|  |              |
|  | Chordata     |
|  |              |

|  | Spiralia  |
|  |           |
|  | Ecdysozoa |
|  |           |

|  | Ambulacraria |
|  |              |
|  | Chordata     |
|  |              |

## Classificació
Tot i que està en constant discussió i és complexa, la classificació actual dels nefrozous és la següent:
- Superfílum Deuterostomia
  - Fílum Chordata
  - Clade Ambulacraria
    - Fílum Echinodermata
    - Fílum Hemichordata
- Clade Protostomia
  - Superfílum Ecdysozoa
    - Clade Cycloneuralia
      - Clade Nematoida
        - Fílum Nematoda
        - Fílum Nematomorpha

      - Clade Scalidophora
        - Fílum Kinorhyncha
        - Fílum Loricifera
        - Fílum Priapulida

    - Clade Panarthropoda
      - Fílum Arthropoda
      - Fílum Onychophora
      - Fílum Tardigrada

  - Superfílum Spiralia
    - Clade Lophotrochozoa
      - Fílum Annelida
      - Fílum Brachiopoda
      - Fílum Bryozoa
      - Fílum Entoprocta
      - Fílum Mollusca
      - Fílum Nemertea
      - Fílum Phoronida
      - Fílum Cycliophora

    - Clade Platyzoa
      - Fílum Gastrotricha
      - Fílum Platyhelminthes

    - Clade Gnathifera
      - Fílum Acanthocephala
      - Fílum Chaetognatha
      - Fílum Gnathostomulida
      - Fílum Micrognathozoa
      - Fílum Rotifera